# Ptyas korros
Ptyas korros är en ormart som beskrevs av Schlegel 1837. Ptyas korros ingår i släktet Ptyas och familjen snokar. Inga underarter finns listade i Catalogue of Life.
Denna orm förekommer i Sydostasien från Indien och södra Kina till Vietnam och över Malackahalvön till Borneo, Sumatra och Bali. Honor lägger ägg.